# Vaandeldragers
De vaandeldragers (Lindenia) vormen een geslacht van echte libellen (Anispotera) uit de familie van de rombouten (Gomphidae).

## Soorten
- Lindenia tetraphylla (VanderLinden, 1825) – Vaandeldrager

Niet meer geaccepterde namen
- Lindenia formosana Oguma, 1926 = Lamelligomphus formosanus
- Lindenia inkitii Bartenev, 1929, zie Lindenia tetraphylla (VanderLinden, 1825)
- Lindenia quadrifoliata Eversmann, 1854, zie Lindenia tetraphylla (VanderLinden, 1825)
- Lindenia serrulata Karsch, 1898 = Paragomphus serrulatus
- Lindenia viridicosta Oguma, 1926 = Melligomphus viridicostus